# Korklinie
Korklinie (lit. Karklinės) − wieś na Litwie, w gminie rejonowej Soleczniki, 4 km na północ od Ejszyszek, zamieszkana przez 36 ludzi. Przed II wojną światową w Polsce, w powiecie lidzkim województwa nowogródzkiego.